# 데이비드 뉴얼

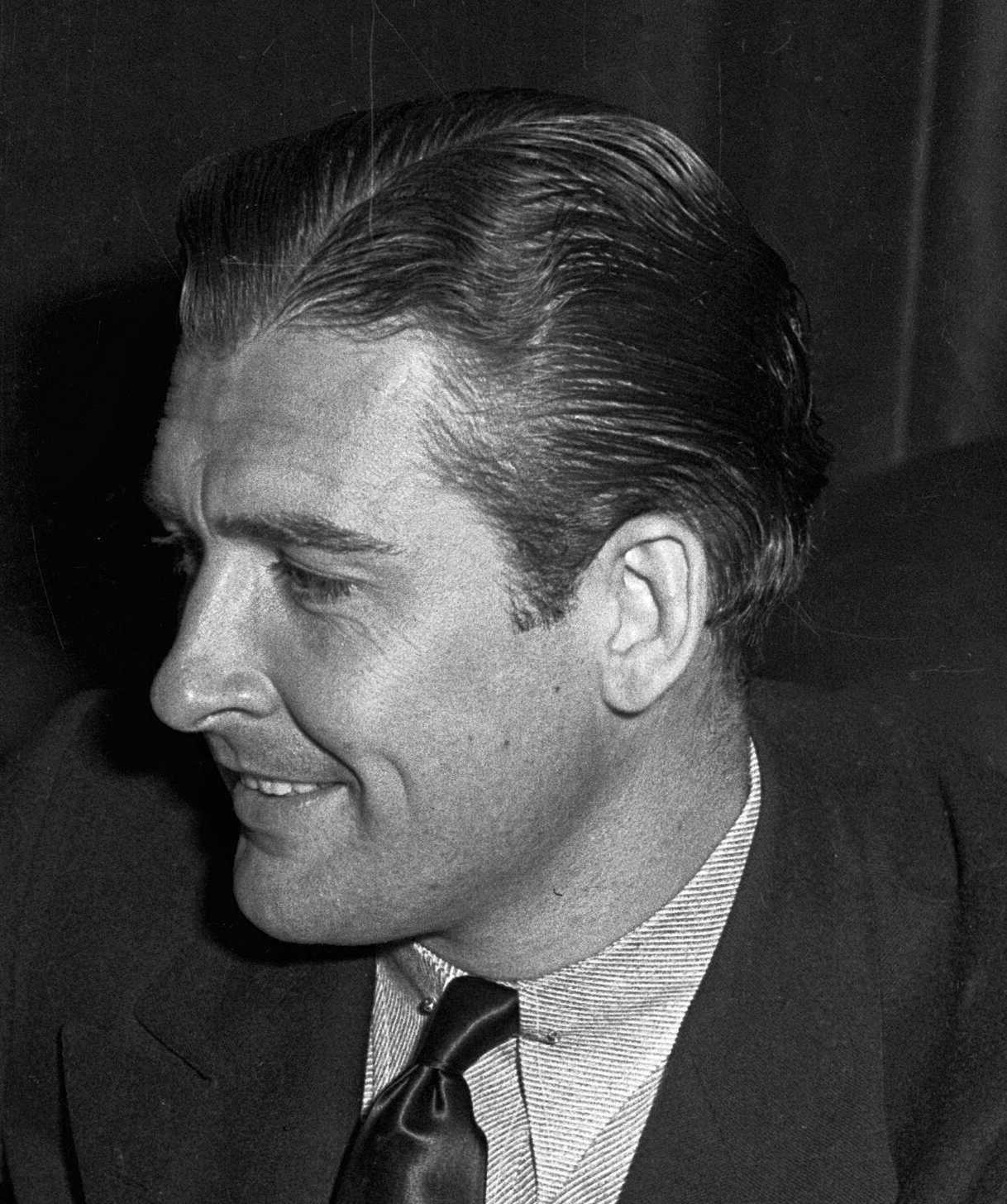

데이비드 뉴얼(영어: David Newell, 1905년 1월 23일 ~ 1980년 1월 25일)은 미국의 배우, 메이크업 아티스트이다.
미주리주 카시지에서 태어났으며 로스앤젤레스에서 사망하였다.

## 영화
- 에디 캔터 스토리 (1953년)
- 이지 투 러브 (1953년)
- 데드라인 - U.S.A. (1952년)
- 실버 크리크의 대결 (1952년)
- 나의 아들 존 (1952년)
- 다윗과 밧세바 (1951년)
- 어 소던 양키 (1948년)
- 홈커밍 (1948년) - 서전 역
- 업 인 암스 (1944년)
- 레버릴 위드 비벌리 (1943년)
- 두 베리 워즈 어 레이디 (1943년)
- 팬텀 라이더스 (1940년)
- 스워니 리버 (1939년)
- 잠수함 D-1 (1937년)
- 온 더 에비뉴 (1937년)
- 더블 오어 노씽 (1937년)
- 아티스트 & 모델 (1937년)
- 1937년의 황금광들 (1936년)
- 스윗 애더라인 (1934년)
- 헬 빌로우 (1933년)
- 투데이 위 리브 (1933년)
- 파라마운트 온 퍼레이드 (1930년)
- 레츠 고 네이티브 (1930년)